# 1983. február 2-i konzisztórium
Az 1983. február 2-i konzisztóriumot II. János Pál pápa hívta össze január 5-én. Összesen 18 új bíborost kreált, közülük 16 pápaválasztó (80 év alatti).
| Nº                         | Ország                    | Név                       | Életkor                | Hivatal                                                              |
| Pápaválasztó bíborosok     | Pápaválasztó bíborosok    | Pápaválasztó bíborosok    | Pápaválasztó bíborosok | Pápaválasztó bíborosok                                               |
| -------------------------- | ------------------------- | ------------------------- | ---------------------- | -------------------------------------------------------------------- |
| 1                          | Libanon                   | Antoine Pierre Khoraiche  | 75                     | antióchiai maronita pátriárka                                        |
| 2                          | Elefántcsontpart          | Bernard Yago              | 66                     | az Abidjani főegyházmegye érseke                                     |
| 3                          | Olaszország               | Aurelio Sabattani         | 70                     | az Apostoli Szignatúra Legfelsőbb Bírósága pro-prefektusa            |
| 4                          | Horvátország              | Franjo Kuharić            | 63                     | a Zágrábi főegyházmegye érseke                                       |
| 5                          | Olaszország               | Giuseppe Casoria          | 74                     | a Szentségi és Istentiszteleti Kongregáció pro-prefektusa            |
| 6                          | Venezuela                 | José Alí Lebrún Moratinos | 63                     | a Caracasi főegyházmegye érseke                                      |
| 7                          | Amerikai Egyesült Államok | Joseph Louis Bernardin    | 54                     | a Chicagói főegyházmegye érseke                                      |
| 8                          | Thaiföld                  | Michael Michai Kitbunchu  | 54                     | a Bangkoki főegyházmegye érseke                                      |
| 9                          | Angola                    | Alexandre do Nascimento   | 57                     | a Luandai főegyházmegye érseke                                       |
| 10                         | Kolumbia                  | Alfonso López Trujillo    | 47                     | a Medellíni főegyházmegye érseke                                     |
| 11                         | Belgium                   | Godfried Danneels         | 49                     | a Mechelen-Brüsszeli főegyházmegye érseke                            |
| 12                         | Új-Zéland                 | Thomas Stafford Williams  | 52                     | a Wellingtoni főegyházmegye érseke                                   |
| 13                         | Olaszország               | Carlo Maria Martini S.J.  | 55                     | a Milánói főegyházmegye érseke                                       |
| 14                         | Franciaország             | Aron Jean-Marie Lustiger  | 56                     | a Párizsi főegyházmegye érseke                                       |
| 15                         | Lengyelország             | Józef Glemp               | 53                     | a Gnieznói főegyházmegye és a Varsói főegyházmegye érseke            |
| 16                         | Németország               | Joachim Meisner           | 49                     | a Berlini egyházmegye püspöke                                        |
| Nem pápaválasztó bíborosok |                           |                           |                        |                                                                      |
| 17                         | Lettország                | Julijans Vaivods          | 87                     | a Rigai főegyházmegye és a Liepājai egyházmegye apostoli kormányzója |
| 18                         | Franciaország             | Henri-Marie de Lubac S.J. | 86                     | jezsuita szerzetespap                                                |